# Samarreta

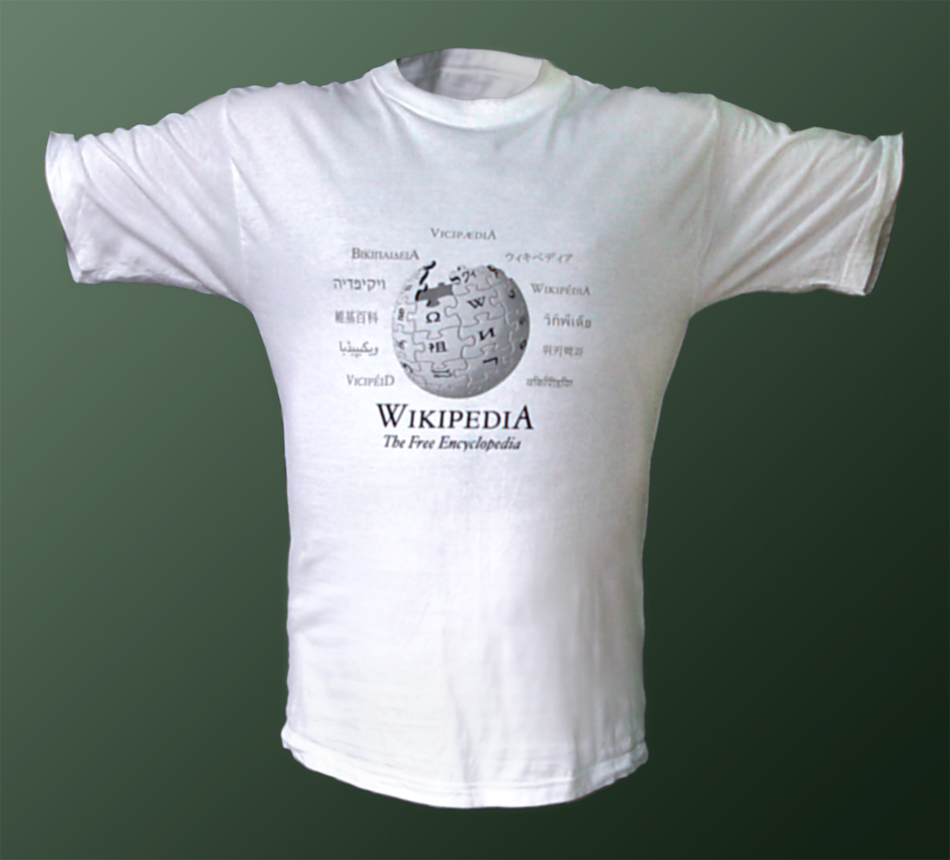
Una samarreta.

La samarreta o camiseta és una peça de roba de punt, usualment sense coll, que pot dur mànigues curtes o, si manca de mànigues, tirants; es vesteix directament sobre la pell. Tradicionalment es portava només com a peça de roba interior, empelfada, de llana, cotó o rus, i generalment era de color blanc; però en les darreres dècades, per influència de la cultura estatunidenca arreu del món, s'ha popularitzat com a peça exterior per a estiu, sovint en colors, amb dibuixos acolorits i missatges diversos.
Hi ha dos tipus bàsics de samarreta: de mànigues i de tirants.
En molts esports d'equip, els colors de la samarreta serveixen per a distingir els jugadors. Els equips solen tenir un color o colors distintius, per exemple, blaugrana per al Barça, blanc-i-vermell per al Girona o blanc-i-blau per a l'RCD Espanyol. En algunes proves ciclistes, el líder de la prova porta una samarreta distintiva (per exemple, de color groc al Tour de França).